# Faculdade de Medicina da Universidade Federal do Ceará
A Faculdade de Medicina da Universidade Federal do Ceará  foi fundada em 12 de maio de 1948 e é uma unidade acadêmica da Universidade Federal do Ceará(UFC) localizada no Campus de Porangabussu, Fortaleza, Ceará. Em 1997, o curso de medicina foi desvinculado do Centro de Ciências da Saúde, criando-se assim a Faculdade de Medicina (FAMED) e a Faculdade de Farmácia, Odontologia e Enfermagem (FFOE).
As atividades de ensino são desenvolvidas junto ao Complexo Hospitalar da UFC, o qual é composto pelo Hospital Universitário Walter Cantídio (HUWC) e pela Maternidade Escola Assis Chateaubriand (MEAC). O Hospital Universitário Walter Cantídio (HUWC) foi, em 2015, o maior centro de transplantes de fígado da América Latina.
O Exame Nacional de Desempenho dos Estudantes (ENADE) 2019 classificou a Faculdade de Medicina da UFC como o 6º melhor curso de medicina do Brasil, 1º da região Nordeste.
Segundo o Ranking Universitário da Folha de S. Paulo de 2015, a Faculdade de Medicina da UFC foi a 13ª melhor faculdade de medicina do Brasil, 2ª melhor faculdade de medicina das regiões Norte e Nordeste e melhor faculdade de medicina do Ceará.
A Faculdade de Medicina da Universidade Federal esta inserida em vários projetos do governo, desenvolvendo pesquisas e tecnologias para a qualificação do atendimento médico no interior, entre eles estão Pró-Ensino na Saúde e Núcleo de Tecnologias e Educação a Distancia em Saúde – NUTEDS, CNPq, Projeto Nacionalidade TELESSAÚDE, Projeto UNASUS (Universidade aberta do SUS). Além disso, tem exercido um papel de grande importância no treinamento de educadores médico, sediando o Programa FAIMER – Brasil (Foundation for Advancement of International Medical Education and Research).
A Universidade Federal do Ceará conta ainda com o curso de medicina no Campus de Sobral - CE, expansão para o interior do estado inaugurada em 2001. 

## Curso de Fisioterapia
O curso de Fisioterapia da Universidade Federal do Ceará também é vinculado à Faculdade de Medicina da Universidade Federal do Ceará. O curso foi criado em 2010 e foi o primeiro curso de fisioterapia de uma instituição pública no estado do Ceará. 
O Curso vem se juntar às atividades de ensino e assistência já existentes no Hospital Universitário Walter Cantídio e na Maternidade Escola Assis Chateubriand. Nessas unidades, ele se integrará aos serviços de Fisioterapia, Residência Multi-profissional em Terapia Intensiva, assistência em Diabetes e Assistência em Transplante, além da Residência Multiprofissional em Saúde da Mulher e da Criança.

## Departamentos
- Departamento de Cirurgia
- Departamento de Fisiologia e Farmacologia
- Departamento de Fisioterapia
- Departamento de Medicina Clínica
- Departamento de Morfologia
- Departamento de Patologia e Medicina Legal
- Departamento de Saúde Comunitária
- Departamento de Saúde Materno-Infantil